# Alex Molenaar (cyclisme)
Pour l'acteur néerlandais, voir Alex Molenaar (acteur).
Alex Molenaar, né le 13 juillet 1999 à Rotterdam, est un coureur cycliste néerlandais.

## Biographie
Alex Molenaar naît à Rotterdam d'un père néerlandais et d'une mère espagnole. Il déménage à l'âge de six ans à Oud-Beijerland. Bilingue néerlandais-espagnol, il a pour entraîneur Francisco Cabello,, vainqueur d'étape sur le Tour de France 1994.
Chez les juniors (moins de 19 ans), il se distingue lors de la saison 2017 en remportant les Trois Jours d'Axel, course par étapes de niveau international. L'année suivante, il intègre l'équipe Destil-Parkhotel Valkenburg, pour son passage chez les espoirs. En aout, il termine quatrième et meilleur jeune du Tour de Szeklerland, en Roumanie.
En 2019, il rejoint une autre formation néerlandaise : Monkey Town-A Bloc. Cette année-là, il remporte une étape du Tour de Haute-Autriche,  le Tour de Roumanie et l'étape reine du Tour du lac Qinghai, dont l'arrivée est jugée à près de 3 800 mètres d'altitude,. Il se classe également sixième du championnat des Pays-Bas espoirs, ou encore quinzième et meilleur jeune du GP Beiras e Serra da Estrela.
Repéré par ses bonnes performances sur le calendrier continental, il passe professionnel en 2020 chez Burgos BH,. En octobre, il est sélectionné par son équipe pour participer au Tour d'Espagne, son premier grand tour. Lors de la dixième étape, il fait partie de l'échappée du jour et reçoit le prix de la combativité,.

## Palmarès

### Par année
- 2017
  - Tour de l'Eure Juniors :
    - Classement général
    - 2e étape (contre-la-montre par équipes)

  - Classement général des Trois Jours d'Axel
- 2019
  - 2e étape du Tour de Haute-Autriche
  - 8e étape du Tour du lac Qinghai
  - Classement général du Tour de Roumanie
- 2022
  - 8e étape du Tour de Langkawi
- 2023
  - 3e du Tour de l'Alentejo
  - 3e du Tour de Castille-et-León
- 2024
  - 3e étape du Grand Prix Beiras et Serra da Estrela
  - 2e du Grand Prix Beiras et Serra da Estrela
- 2025
  - 2e du Grand Prix Miguel Indurain

### Classements mondiaux
| Année                                 | 2018  | 2019 | 2020 | 2021  | 2022  | 2023 | 2024 |
| ------------------------------------- | ----- | ---- | ---- | ----- | ----- | ---- | ---- |
| Classement mondial                    | 1775e | 493e | nc   | 1545e | 2217e | 608e | 746e |
| UCI Europe Tour                       | 1169e | 380e | nc   | 1088e | 1395e | nc   | nc   |
|                                       |       |      |      |       |       |      |      |
| Légende : nc = non classéSource : UCI |       |      |      |       |       |      |      |

### Résultats sur les grands tours

#### Tour d'Espagne
1 participation
- 2020 : 128e